# Loris Campana
Loris Campana (ur. 3 sierpnia 1926 w Marcarii, zm. 3 września 2015 w Mantui) – włoski kolarz torowy, mistrz olimpijski oraz dwukrotny medalista mistrzostw świata.

## Kariera
Pierwsze sukcesy w karierze Loris Campana osiągnął w 1952 roku, kiedy zdobył dwa medale na międzynarodowych imprezach. Najpierw zdobył brązowy medal w sprincie indywidualnym amatorów podczas mistrzostw świata w Paryżu, a parę miesięcy później wspólnie z Marino Morettinim, Guido Messiną i Mino De Rossim zdobył złoty medal w drużynowym wyścigu na dochodzenie na igrzyskach olimpijskich w Helsinkach. Na rozgrywanych rok później mistrzostwach świata w Zurychu był drugi w sprincie indywidualnym, ulegając jedynie swemu rodakowi Guido Messinie.